# Achim-Rüdiger Börner
Pour les articles homonymes, voir Börner.
Achim-Rüdiger Börner est un herpétologue allemand né en 1955.

## Travaux
Börner a principalement travaillé sur la taxinomie des geckos, notamment sur les genres Eublepharis et Phelsuma (en collaboration avec Walter W. Minuth). Il est membre de la Societas Europaea Herpetologica (SEH).

## Publications
Cette liste n'est pas exhaustive :
- Börner, 1974 : Ein neuer Lidgecko der Gattung Eublepharis Gray 1827. Miscellaneous Articles in Saurology, n. 4, p. 7-14.
- Börner, 1976 : Second contribution to the systematics of the southwest Asian lizards of the geckonid genus Eublepharis Gray 1827: materials from the Indian subcontinent. Saurologica, n. 2, p. 1-15.
- Börner, 1981 : Third contribution to the systematics of the southwest Asian lizards of the geckonid genus Eublepharis Gray 1827: Further materials from the Indian subcontinent. Saurologica, n. 3, p. 1-7.
- Börner & Minuth, 1984 : On the taxonomy of the Indian Ocean lizards of the Phelsuma madagascariensis species group (Reptilia, Gekkonidae). The Journal of the Bombay Natural History Society, vol. 81, n. 2, p. 243-281.